# عبيد بن علي الرشيد
الأمير عبيد بن علي بن رشيد الشمري، المؤسس لإمارة جبل شمر في حائل، قال عنه أمين الريحاني - تاريخ نجد ص286 -: «امتاز عن أخيه بأمور ثلاثة - تغلوه في الدين - وبخشونة طبعه- وبنزعه شديدة إلى الجهاد في سبيل الله والتوحيد وكان رسول النجديين الأكبر في الجبل، وكان بيته محط رحال النجديين في حائل ومرجعهم الأعلى. وهو فارس من أبطال الفرسان وشاعر من فحول الشعراء». ساهم في بناء للإمارة منذ نشأتها في 1834 وحتى وفاته عام 1865 م.
يرجّح أنه ولد عام 1792 م (1206 هـ)، في حائل. ونشأ تحت رعاية والديه مع أخوه عبد الله وشقيقتهم نورة، وكان والده علي الرشيد صاحب أراض وضياع من وجهاء حائل وقبيلة شمر، ووالدتهم علياء العبد العزيز الحميان. وهو أصغر من أخيه عبد الله بأربع سنوات.

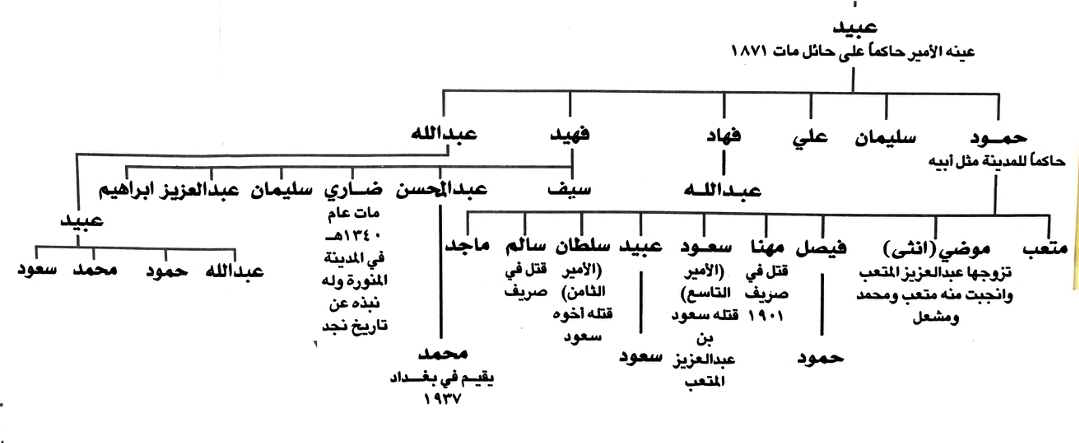
شجرة نسب الأمير عبيد بن علي الرشيد من كتاب عرب الصحراء

## دوره في تأسيس الإمارة
كان الأخوين عبيد وعبد الله العلي الرشيد متوافقين دائماً، فأعلنا معارضتهما لحكم آل علي في حائل عام 1820، ونفي عبد الله إلى العراق أما عبيد فكان بجبل سلمى عند الوهب من الأسلم.
فكان بجبل سلمى حتى عودة عبد الله، وكانا معاً في جميع المعارك التي خاضاها قبل تأسيس الإمارة، حتى تمكنا من إنهاء حكم آل علي وإنشاء إمارة جبل شمر في 1834. وبعد أن تولى عبد الله الحكم في حائل، أصبح عبيد قائداً للجيوش، فعمل في بادئ الأمر على إكمال سيطرة إمارتهم على ما تبقى من أجزاء حائل، والقضاء على محاولات آل علي في استرداد الحكم. ثم وبعد أن أستتب الحكم في حائل ابتدأ عبيد بالفتوحات الخارجية، فاستطاع ضم الجوف وتيماء وشرقي حائل، ثم أنهى ثورات أهالي القصيم وضم أراضيهم إلى حائل.
فقد كان عبيد في عهد أخيه عبد الله وإبن أخيه طلال مسؤول الإدارة الخارجية ومستشار الحاكم، والقائد العسكري وممثل الأمير لدى الحكومة السعودية والمتحدث الرسمي باسم الإمارة، وكان يقوم بالنيابة عن طلال بحل المشاكل بين السكان في جبل شمر.

## فروسيته
كان الأمير عبيد بن رشيد أحد العسكريين البارعين في قيادة الجيوش والتخطيط للمعارك وقد استثمر ذلك في توسيع رقعة دولته، وزيادة نفوذها، واشتهر بامتلاكه لعدد من أنقى سلالات الخيول العربية، وكانت فرسه الأثيرة (الضيغميه) قد وصل صيتها حتى السلطان العثماني عبد المجيد الأول، فطلبها من عبيد، غير أنه رفض ذلك، وسجّل موقفه في قصيدة خالدة من قصائده. وكان قد استقبل في حياته عدداً من المستشرقين والرحالة ومندوبي شراء الخيول لملوك أوروبا.

## شاعريته
يعتبر الأمير عبيد الرشيد من أبرز شعراء نجد في منتصف وأواخر القرن التاسع عشر، ولقصائده أهمية فنية، وأهمية تاريخية كبرى كونها تروي واقع الحال ووقائع الأحداث في نجد في تلك الفترة، وتستخدم معظم أبياته لدى مؤرخي الحروب والأنساب كبراهين إثبات.
وتتفاوت مواضيع قصائده من الفخر إلى التحذير إلى الغزل إلى المراسلات، وله قصائد تنطوي على جانب فكري يشرح بها أفكاره ومبادئه عن الحياة والسياسة والحرب.
أول من جمع قصائد عبيد في ديوان مخطوط كان الرحالة الفرنسي شارل هوبر الذي زار حائل عام 1883، وحفظت كذلك حتى نشرها محمد سعيد كمال في سلسلة «الأزهار النادية» وعبد الله الحاتم في «خيار ما يلتقط». وقد نشرت طبعة حديثة من ديوانه مؤخراً (عام 2000) أعدها إبراهيم الخالدي.

## أزواجه وذريته
ترك عبيد بعده ستة أبناء، وخلف لهم إرثا ضخمًا من الأراضي بحائل، وقد أصيب بعده أكبر أبنائه بالجنون - وهو مرض وراثي بالعائلة- وكذلك ظهرت إمارات مختلفة من الشذوذ والانحلال على أبنائه الباقين جميعًا عدا حمود.
تزوج عبيد ابنة عيسى بن عبيد الله آل علي وانجب منها ولدين وهما فهيد وسليمان، وفهيد هو أبو  ضاري بن فهيد الرشيد، أما سليمان فلم يخلف. وإسم إحدى البنتين «عموشة».
- الأمير حمود
- الأمير عبد الله: والدته حسنا بنت حمود بن عقلا العقلا من القشعم من الجعفر من شمر. وقد تزوجها من بعده محمد العبد الله.[5]
- الأمير سليمان، مات شاباً.
- الأمير فهيد والد الشاعر وصاحب كتاب نبذة تاريخية عن نجد الأمير ضاري بن فهيد.
- فهاد
- علي: مات شاباً.

## وفاته
توفي الأمير عبيد العلي الرشيد سنة 1865 م (1282هـ)، عن عمر يناهز 73 سنة.
وكما روت الرحالة الليدي آن بلنت عندما زارت حائل سنة 1871 فقد تصدق عبيد قبل وفاته بكل مايملك للفقراء، وأوصى ابن أخيه محمد المهاد بألا يخرج سيفه من غمده بعد وفاته، وألا يركب أحد فرسه (كروش) كما أوصى أرملته (حسناء الحمود العقلاء) ألا تتزوج من بعده.